# HD 156026
HD 156026 (A Ophiuchi) é uma estrela na direção da Ophiuchus. Possui uma ascensão reta de 17h 16m 13.68s e uma declinação de −26° 32′ 36.3″. Sua magnitude aparente é igual a 6.33. Considerando sua distância de 19 anos-luz em relação à Terra, sua magnitude absoluta é igual a 7.45. Pertence à classe espectral K5V. É uma estrela variável RS Canum Venaticorum. Faz parte do sistema triplo de 36 Ophiuchi.